# Richardoestesia
A Richardoestesia a theropoda dinoszauruszfogak morfogenusa, amelyet eredetileg a mai Észak-Amerika késő krétájából írtak le. Jelenleg két fajt tartalmaz: R. gilmorei és R. isosceles. Morfotaxonként használják más theropodafogak leírására.

## Fajok

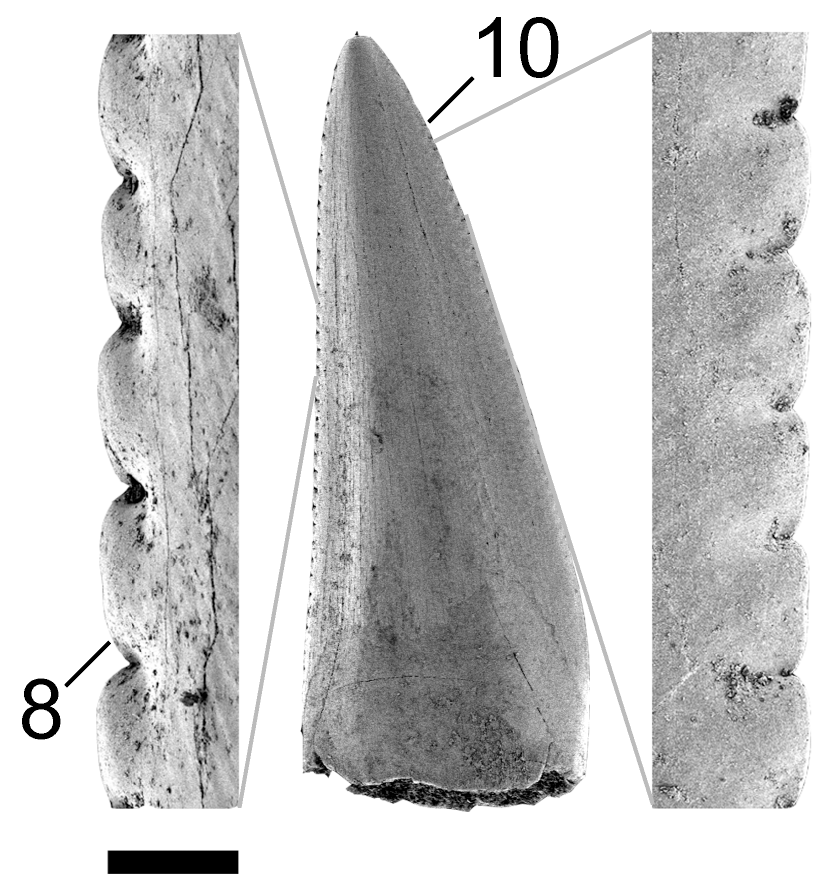
Az R. egyenlő isosceles foga

A Richardoestesia gilmorei (NMC 343) holotípusa egy alsó állkapocspárból áll, amelyet a felső Judith folyó csoport geológiai formációban találtak, és a campaniai korból származik, azaz, körülbelül 75 millió éves. Az állkapcsok karcsúak és meglehetősen hosszúak, 193 milliméteresek, de a fogak kicsik és nagyon finoman recézettek, milliméterenként öt-hat denticulával. A recézettség sűrűsége a faj jellegzetessége.
2001-ben Julia Sankey a texasi Aguja formációból előkerült LSUMGS 489: 6238 jelű fog alapján megnevezett egy második fajt, ennek neve Richardoestesia isosceles. Ez a fogtípus hosszabb és kevésbé visszahajló. Az R. isosceles fogait az alakja alapján krokodiliformként is azonosították, és valószínűleg egy sebecosuchiához tartoznak.

## Kutatás
Az állkapcsokat 1917-ben Charles Hazelius Sternberg és fiai találták meg az albertai Dinoszaurusz Tartományi Parkban, a Little Sandhill Creek területén. 1924-ben Charles Whitney Gilmore a Chirostenotes pergracilishez tartozónak gondolta. Az 1980-as években viszont kiderült, hogy a Chirostenotes valójában egy oviraptosaurid, amelyhez a hosszú állkapcsok nem tartozhattak. Ezért 1990-ben Phillip Currie, John Keith Rigby és Robert Evan Sloan külön fajt nevezett meg neki: Richardoestesia gilmorei. A nem nevét Richard Estes tiszteletére kapta, aki főleg kis gerincesekkel és különösen a késő kréta kori theropodafogakkal foglalkozott. A névadó szerzők valójában a Ricardoestesia formában akarták használni. Azonban egy figyelmen kívül hagyott ábrafelirat kivételével a cikk szerkesztői megváltoztatták az írásmódot, kiegészítették a h betűvel. Ironikus módon 1991-ben George Olshevsky egy fajlistában a Richardoestesia írásmódot használta, és a Ricardoestesia alakot elírásnak jelölte, nem tudván, hogy az eredeti szerzők valójában szándékosan írták ilyen formában a nevet. Ennek eredményeként az ICZN szabályai szerint „első revizorként” járt el az eredeti kiadvány két helyesírási változata között, és akaratlanul is hivatalossá tette az elgépelt nevet. Ezt követően az eredeti szerzők átvették a Richardoestesia helyesírást. A fajnevet Gilmore tiszteletére kapta.

## Korcsoport

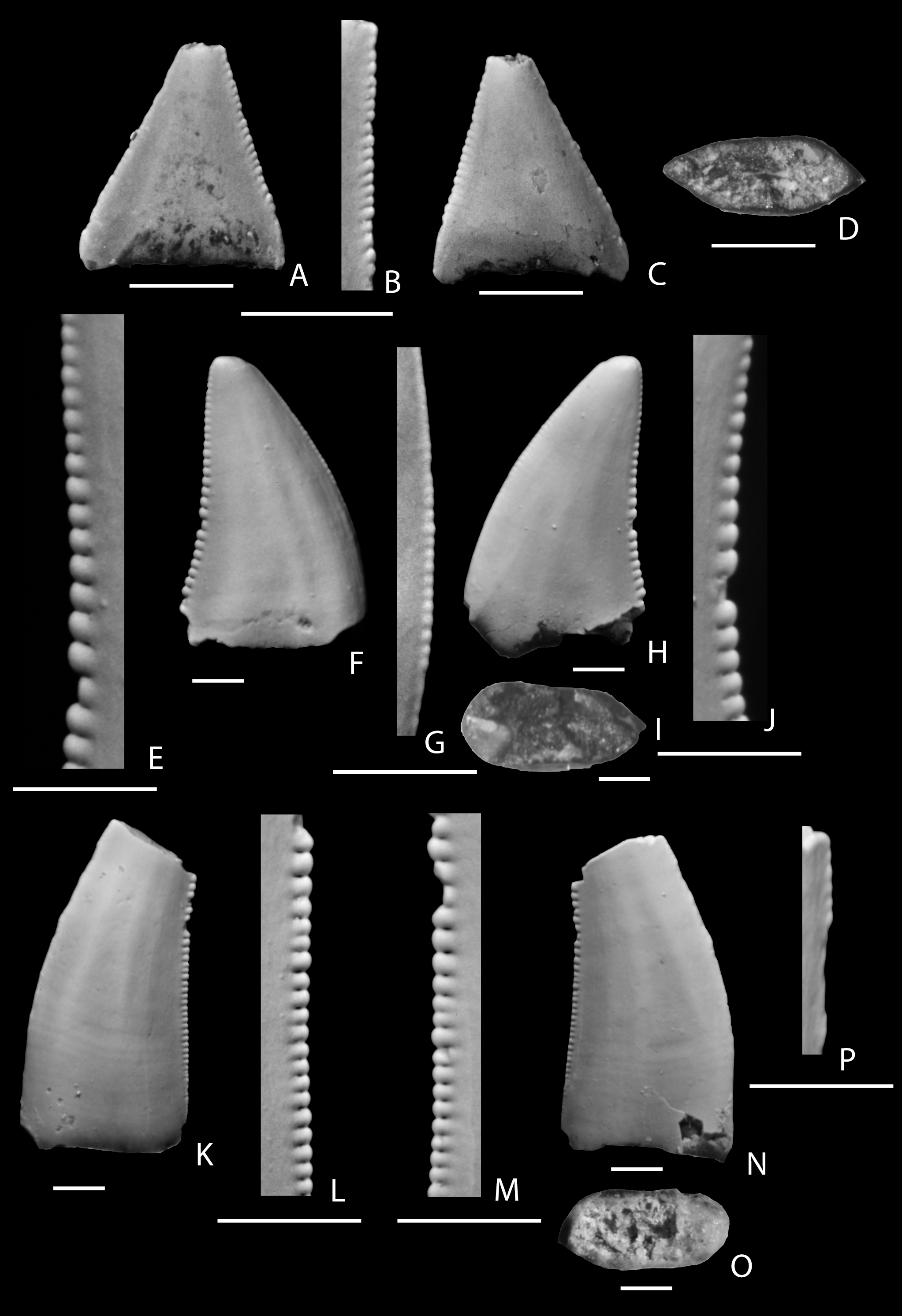
Hivatkozott fogak a San Juan-medencéből

Richardoestesia-szerű fogakat számos késő kréta kori geológiai képződményben találtak, többek között a Horseshoe-kanyon formációban, a Scollard formációban, a Hell Creek formációban, a Ferris formációban és a Lance formációban (kb. 66 millió éves rétegek). Hasonló fogak utalnak erre a nemzetségre már a barrémiai korból is (mint amilyen a 125 millió éves Cedar Mountain formáció).
A sok nagyon különböző lelőhely miatt a kutatók kétségbe vonták azt az elképzelést, hogy valamennyien ugyanahhoz a nemhez vagy fajhoz tartoznának, és a nemet leginkább formális taxonnak lehet tekinteni. A fogak 2013-ban publikált összehasonlító vizsgálata kimutatta, hogy mind a R. gilmorei, mind a R. isosceles egyértelműen csak a dinoszauruszpark formációban voltak jelen, 76,5 és 75 millió évvel ezelőttre datálva. A R. isosceles jelen volt még az Aguja formációban is, ami nagyjából ugyanilyen korú. Minden más feltételezett fog nagy valószínűséggel különböző fajokhoz tartozik. Ezeket azonban nem nevezték meg a test kövületeinek hiánya miatt.
Richardoestesia kövületeket találtak Spanyolország északkeleti részének Tremp formációjában és feltehetően a portugál Lourinha formációban (Blasi 2 tag) is, bár ez kevésbé valószínű, mivel a Lourinha formáció késő jura (152 millió éves) korú.

## Fordítás
Ez a szócikk részben vagy egészben  a   Richardoestesia című angol Wikipédia-szócikk ezen változatának fordításán alapul.  Az eredeti cikk szerkesztőit annak laptörténete sorolja fel. Ez a jelzés csupán a megfogalmazás eredetét és a szerzői jogokat jelzi, nem szolgál a cikkben szereplő információk forrásmegjelöléseként.